# 中国证券市场研究设计中心
中国证券市场研究设计中心（曾称证券交易所研究设计联合办公室，简称联办），是中華人民共和國的一家事業單位，挂靠在中华全国工商业联合会，创办了《财经》、《证券市场周刊》等19个杂志以及和讯网、财经网、支点网等網站。
1989年3月15日，9家中國全国性非银行金融机构組建证券交易所研究设计联合办公室。1991年12月更名為中国证券市场研究设计中心。
联办曾参与起草中華人民共和國證券法、中華人民共和國公司法；參與籌建上海证券交易所、深圳证券交易所以及中国证监会；设计筹建第一个全国性的电脑联网的证券交易自动报价系统（STAQ）；组织实施第一次中國国债发行承销。此外聯辦還創辦和管理一些基金。